# Augustyn Mirys
Augustyn Mirys (ur. 8 stycznia 1700 (lub 1710?) we Francji, zm. 8 marca 1790 w Nowym Mieście koło Białegostoku) – polski malarz szkocko-francuskiego pochodzenia.

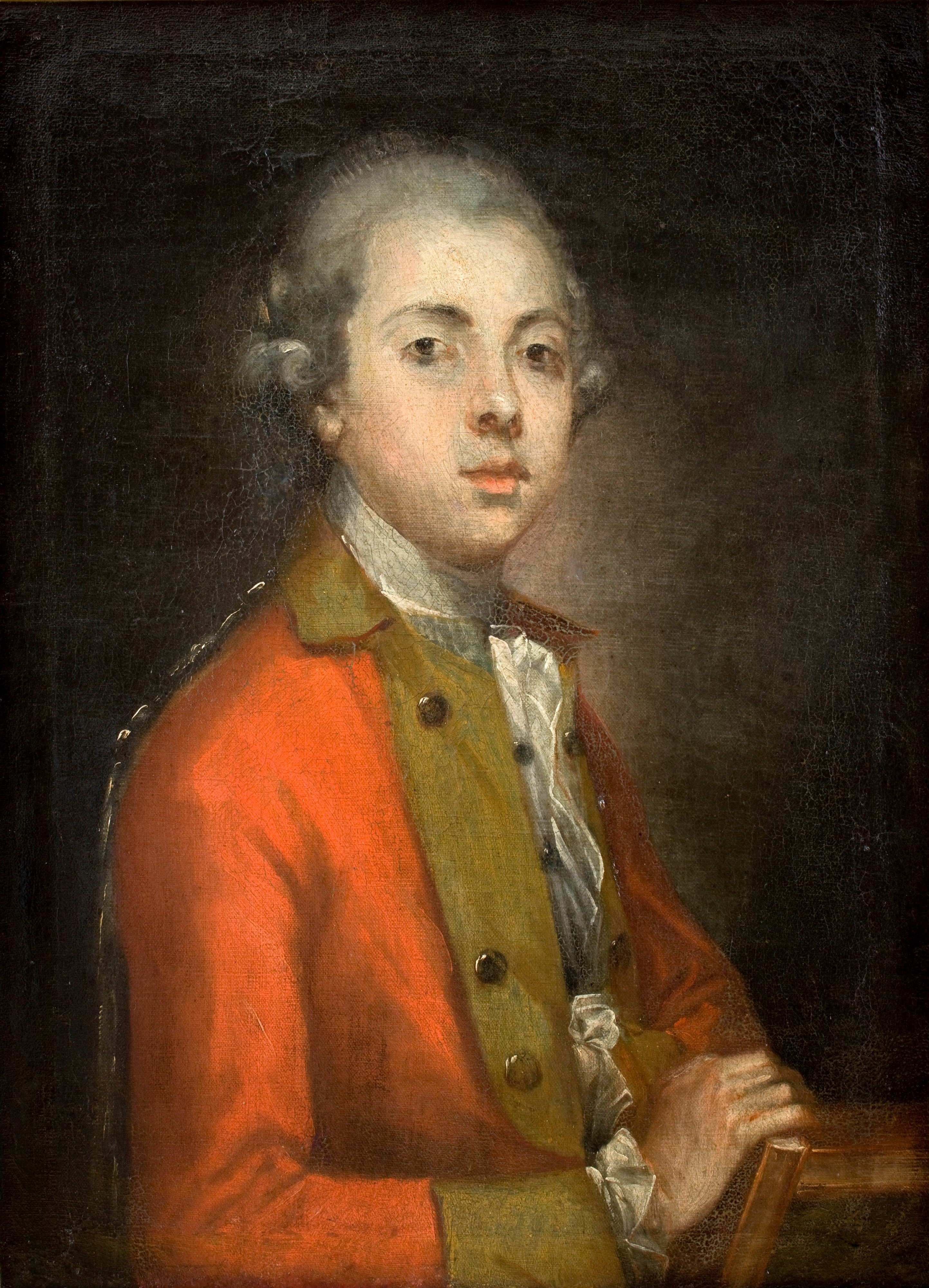
Portret poety Kajetana Węgierskiego (1772). Muzeum Narodowe w Krakowie

## Życiorys
Syn szkockiego imigranta wychowany prawdopodobnie we Francji. Przypuszcza się, że zawodu malarza uczył się w Rzymie. Do Polski sprowadził go z Włoch około 1739 roku Jan Kajetan Jabłonowski. Początkowo Mirys przebywał w Gdańsku, później w Warszawie. Pracował na dworach polskich magnatów: Jana Kajetana Jabłonowskiego, rodziny Sapiehów (od 1740), Krasickich (1749-1750), marszałka Franciszka Bielińskiego (od 1750). Od 1746 malował portrety dla Cetnerów i Krasickich. Od 1752 pracował dla hetmana wielkiego koronnego Jana Klemensa Branickiego w Białymstoku, wykonując zarówno portrety, jak i dekoracje w pałacu hetmana i teatrze (monumentalna kurtyna). W 1788 otrzymał indygenat. Malował obrazy religijne, mitologiczne, historyczne, portrety i pejzaże. Był jednym z prekursorów gatunku fête galante w Rzeczypospolitej, posługiwał się także modną ówcześnie techniką pastelu. Chętnie tworzył autoportrety, a swoje wizerunki umieszczał także w scenach religijnych.
Żoną Augustyna Mirysa była Polka Apolonia Holsztyńska. Synem małżonków był malarz pracujący we Francji Sylwester Dawid Mirys.